# Đại dịch cúm 2009 theo quốc gia
Đây là danh sách những quốc gia có ảnh hưởng vì dịch cúm lợn 2009, theo thứ tự bảng chữ cái.

Xác nhận trường hợp sau khi có người chết
Xác nhận trường hợp
Trường hợp không được xác nhận hay nghi ngờ

## châu Á

### Israel
Tại Israel, các bác sĩ tiến hành xét nghiệm cho người đàn ông 26 tuổi bị đưa đến viện vì bị cúm sau khi cũng vừa trở về từ Mexico.

### Malaysia
Malaysia chờ đợi khuyến cáo từ Tổ chức Y tế thế giới.

### Hàn Quốc
Hàn Quốc tuyên bố tăng cường kiểm tra sản phẩm thịt lợn từ Mexico và Mỹ. Ngày 2/5, Nam Triều Tiên xác nhận một trường hợp nghi nhiễm virút cúm chết người đầu tiên ở các nước này. Hãng thông tấn Yonhap trích dẫn lời một quan chức thuộc Bộ Y tế Hàn Quốc nói, nhà chức trách địa phương cho cách ly một nữ tu sĩ 51 tuổi kể từ ngày 28/4 vì nhiễm virút cúm A H1N1 sau chuyến thăm Mexico. Lãnh đạo Trung tâm Kiểm soát dịch bệnh Hàn Quốc xác nhận, đây là ca nghi nhiễm cúm chết người đầu tiên ở nước này. Nữ tu sĩ này nằm trong số 3 trường hợp được thông báo nghi nhiễm cúm A H1N1 tại Hàn Quốc trong tuần cuối tháng 4. Việc hai trường hợp còn lại, một phụ nữ 44 tuổi và một tài xế xe buýt 57 tuổi, không đi du lịch tới các nước bị ảnh hưởng, từng làm dấy lên lo ngại về khả năng virút cúm A H1N1 lây lan từ người sang người ở Hàn Quốc. Các quan chức y tế Hàn Quốc thông báo, kết quả xét nhiệm cuối cùng của viên tài xế tắc xi về virút cúm chết người là âm tính. Tuy nhiên, nhà chức trách địa phương vẫn tiến hành xét nghiệm đối với người phụ nữ 44 tuổi sống cùng nữ tu sĩ nhiễm cúm.
Ngày 5/5, Hàn Quốc xác nhận trường hợp nhiễm virút cúm H1N1 thứ hai của nước này. Đây cũng là trường hợp lây từ người sang người đầu tiên ở châu Á. Bệnh nhân mới là một nữ tu sĩ đã tiếp xúc trực tiếp với bệnh nhân đầu tiên. Bệnh nhân đầu tiên là một nữ tu sĩ 51 tuổi. Bà này đã đến thăm Mexico và có triệu chứng cúm sau khi trở về Hàn Quốc. Bệnh nhân này đã hồi phục và xuất viện vài ngày trước đó. Bệnh nhân thứ hai là sống cùng khu với bệnh nhân thứ nhất và đã ra sân bay đón bệnh nhân thứ nhất khi bà này trở về từ Mexico.

### Nhật Bản
Bộ trưởng Nông nghiệp Nhật Bản Shigeru Ishiba xuất hiện trên truyền hình kêu gọi người dân bình tĩnh, và nói rằng ăn thịt lơn vẫn an toàn. Sân bay quốc tế lớn nhất Nhật Bản tăng cường các thiết bị kiểm tra sức khoẻ, đặc biệt là thân nhiệt hành khách. Có hơn hàng trăm người từ Mexico tới sân bay được kiểm tra bằng máy ghi nhiệt. Không ai bị sốt hay ho. Sân bay cũng có kế hoạch thiết lập các biển chỉ dẫn hành khách tới Mexico, khuyến cáo họ dùng khẩu trang, rửa tay và dùng nước súc miệng.
Ngày 5/5, một phụ nữ Nhật Bản vừa trở về từ Mỹ đã có những triệu chứng sốt, ho và được đưa đi xét nghiệm. Người phụ nữ tầm 40 tuổi này đã có phản ứng dương tính với virút cúm A trong các kết quả xét nghiệm ban đầu sau khi bà vừa trở về từ San Francisco. "Các mẫu bệnh phẩm của người phụ nữ trên đã được gửi đến Viện Y tế ở thành phố Yokohama", miền Nam Tokyo để xác định xem có phải người phụ nữ này đã bị nhiễm loại virút cúm A/H1N1 hay không. Nếu kết quả xét nghiệm là dương tính thì Nhật Bản sẽ là nước châu Á thứ ba có người nhiễm virút cúm A/H1N1, sau Hàn Quốc và Trung Quốc. Và nếu Nhật Bản có người nhiễm cúm thì tình trạng sẽ rất đáng báo động bởi nước này đang bắt đầu thời kỳ đi lại nhộn nhịp nhất trong năm – những ngày nghỉ của "Tuần lễ Vàng". Hàng chục triệu người Nhật Bản sẽ đổ về các sân bay, ga tàu để thực hiện các chuyến đi thăm gia đình và bạn bè.

### Philippines
Philippines tuyên bố có thể cách ly những hành khách bị sốt tới từ Mexico.

### Thái Lan
Cơ quan Y tế Thái Lan theo dõi chặt chẽ tình hình. Tại một bệnh viện Thái Lan, một người phụ nữ 42 tuổi được xét nghiệm bị nghi nhiễm cúm lợn cho thấy người phụ nữ này không bị nhiễm virut chết người này. Người ta đã tiến hành xét nghiệm 2 mẫu riêng biệt từ người phụ nữ này. Kết luận cuối cùng cho thấy người phụ này chỉ nhiễm cảm cúm thông thường. Trước đó, người phụ nữ này đã có chuyến công tác tới Mỹ và Mexico từ ngày 13 đến 19/4. Người phụ nữ này đã phải nhập viện từ ngày 28/4. Ngày 29/4, Bộ trưởng Y tế Công cộng Thái Lan Witthaya Kaewparadai khẳng định trước Quốc hội Thái Lan rằng cúm lợn chưa lan tràn tới Thái Lan. Mặc dù vậy, Kaewparadai yêu cầu các Sở y tế trong cả nước phải dự trữ cơ số thuốc cần thiết để đối phó với loại cúm này và sẵn sàng chuẩn bị đối phó trong trường hợp loại virut này tràn sang khu vực Đông Nam Á.

### Trung Quốc
Bất cứ trường hợp nào có những triệu chứng giống cúm đã tới vùng dịch đều phải thông báo cho cơ quan chức năng.
Tại Hồng Kông, khoảng 200 khách và 100 nhân viên của khách sạn Metropark trong thời gian cách ly cho tới ngày 8/5, sau khi đặc khu này phát hiện ra một trường hợp mắc virút cúm A H1N1. "Chúng tôi xuống đại sảnh lấy thực phẩm và trở về phòng", Leslie Carr, một du khách Anh nằm trong số 300 người bị cách ly tại khách sạn kể lại. Hồng Kông đã đặc biệt cẩn trọng sau khi khu vực này xảy ra dịch SARS năm 2003 làm gần 300 người tử vong. "Vì thiếu dữ liệu nên chúng tôi phải rất đề phòng", Yuen Kwok-Yung thuộc Đại học Hống Kông, nói. "Tôi tin là cùng với thời gian, chúng tôi có thể thay đổi chiến lược".

### Việt Nam
Vào ngày 31/5/2009, Việt Nam trở thành quốc gia thứ 23 thông báo có bệnh nhân nhiễm cúm A/H1N1. Bệnh nhân ghi nhận đầu tiên là 1 du học sinh trở về từ Mỹ. Vào lúc 9 giờ, ngày 1 tháng 6 (giờ địa phương) đã phát hiện thêm 2 trường hợp nhiễm cúm; bệnh nhân là hai mẹ con từ Hoa Kỳ về Việt Nam, nâng số ca bị nhiễm H1N1 tại Việt Nam lên con số 3.Ngày 3/6/2009 ca nhiễm cúm đầu tiên của Việt Nam đã được xuất viện .Đến ngày 5/6 tại Việt Nam đã xác nhận thêm 2 ca nhiễm cúm,đây là 2 bệnh nhân mang quốc tịch Mỹ nâng số ca bị nhiễm cúm lên con số 5..Số ca nhiễm cúm tại Việt Nam đến ngày 6/6/2009 đã tăng lên con số 10..Con số ca nhiễm cúm tại Việt Nam tăng nhanh từng ngày, đế ngày 7/6/2009 số ca dương tính đã lên 13 ca và đến ngày 24/6 đã lên đến 32 ca. Tính đến ngày 30 tháng 9, Việt Nam có 9.868 trường hợp mắc cúm H1N1, trong đó có 22 ca tử vong.

## Châu Phi

### Ai Cập
Tại Ai Cập, ngày 29/4, cơ quan y tế kiểm tra khoảng 350.000 lợn đang nuôi tại những trang trại ở Cairo và các tỉnh lân cận.

## châu Âu

### Nga
Nga cấm nhập khẩu sản phẩm thịt từ Mexico, California, Texas và Kansas.

### Pháp
Tại Pháp, một quan chức y tế hàng đầu cho tờ Le Parisien biết họ nghi ngờ nhưng chưa kiểm chứng được về 2 trường hợp mang theo virút cúm lợn từ Mexico về nước.

### Serbia
Vào thứ bảy, 25/4, Serbia ban hành lệnh cấm nhập khẩu toàn bộ thịt lợn từ Bắc Mỹ.

### Tây Ban Nha
Bộ Y tế Tây Ban Nha nói 3 người vừa trở về sau một chuyến thăm đến Mexico có những triệu chứng bị cúm và bị cô lập để xét nghiệm.

### Ý
Tổ chức vận động ủng hộ nông nghiệp của Ý, Coldiretti, cảnh báo chống lại mọi phản ứng quá mức vì cho rằng, nông dân sẽ thiệt hại hàng trăm triệu Mỹ kim vì người tiêu dùng tẩy chay sản phẩm như trong dịch bò điên năm 2001 và dịch cúm gia cầm năm 2005. ngày 2/5, 2009 một người đàn ông ngoài 50 tuổi ở vùng Toscana đã nhập viện tại Massa, gần Florence với dấu hiệu nhiễm cúm A H1N1 sau khi trở về từ Mexico ngày 23/4. Tuy nhiên, hãng thông tấn ANSA trích dẫn lời một quan chức y tế Toscana khẳng định, sau một tuần chữa trị, bệnh nhân nghi nhiễm virút cúm chết người đầu tiên của Ý đã có phản ứng tốt và không xuất hiện thêm các triệu chứng mới.
Ngày 2/5, Ý xác nhận trường hợp nhiễm bệnh đầu tiên của nước này. Đó là một người đàn ông 50 tuổi ở khu vực Toscana. Anh này vừa trở về từ Mexico ngày 24/4. Tuy nhiên, bệnh nhân này cũng đã hồi phục.

## châu Đại Dương

### New Zealand
10 sinh viên New Zealand thuộc nhóm đã từng đến Mexico có kết quả xét nghiệm dương tính với cúm A, và rất có thể là nhóm sinh viên này đã nhiễm virút cúm lợn.

### Úc
Tại Queensland, 27/4, Úc, hai người trở về từ Mexico được kiểm tra tại bệnh viện sau khi có những triệu chứng giống cúm.

## Bắc Mỹ

### Canada
Canada trở thành nước thứ 3 sau Mỹ và Mexico xác nhận có 6 trường hợp bị nhiễm virút cúm lợn: hai người ở phía tây và bốn người ở tỉnh Nova Scotia. Trong số đó có một vài sinh viên bị nhiễm cúm từ Mexico. Nhờ một chiến dịch chủng ngừa H1N1 quốc gia, Canada đã trở thành một trong những nước dẫn đầu về lượng dân số được chủng ngừa trên thế giới trong đại dịch cúm.

### Hoa Kỳ
Tại Washington, giám đốc Trung tâm Kiểm soát dịch bệnh Mỹ - Richard Besser nói, tính đến trưa ngày 26/4, 20 trường hợp đã được xác nhận bị nhiễm cúm lợn ở 5 bang của nước Mỹ. Bang bị nhiễm virút cúm lợn nhiều nhất là New York với 8 trường hợp đều là sinh viên, theo Thị trưởng Michael Bloomberg. Tuy nhiên, chỉ duy nhất có một trường hợp phải nhập viện. Ngày 27/4, có 11 người đã mắc cúm lợn, tất cả đã hoặc trên đường phục hồi, còn ít nhất hai người điều trị trong bệnh viện.

### Mexico
México, trung tâm bùng phát đại dịch cúm lợn, đóng cửa trường học, bảo tàng, thư viện, rạp hát với nỗ lực ngăn chặn dịch cúm lây lan, làm hơn 1.000 người bị ốm. Rất ít người dân dám đi lại trên đường hoặc nếu buộc phải ra ngoài, họ đều đeo bịt mặt rất cẩn thận.